# Șinca
Șinca là một xã thuộc hạt Brașov, România. Dân số thời điểm năm 2002 là 3537 người.